# Guerra chiriguana
La guerra chiriguana de 1892 es el nombre que se da a una serie de enfrentamientos armados durante la presidencia de Aniceto Arce, entre la República de Bolivia y un gran movimiento mesiánico chiriguano (ava guaraní) dirigido por su líder, Apiaguaiki Tumpa.
Los indígenas chiriguanos, autodenominados guaraníes de manera contemporánea,   entonces se localizaban en lo que se conocía como la cordillera chiriguana, en las estribaciones subandinas del actual Chaco boliviano. El conflicto se originó por la cada vez mayor presencia estanciera en la región y de los abusos cometidos por estos hacia los chiriguanos, los cuales se sublevaron, con la abierta intención de expulsarlos a todos de sus territorios.

## Contexto histórico
Los chiriguanos ya tenían conflictos en las zonas en las  que vivían, dichos conflictos venían desde las invasiones guaraníes al este del Imperio incaico, en la periferia del Collasuyo en tiempos de la decadencia incaica, con el colapso del poder imperial a manos de los conquistadores españoles, estos heredaron las escaramuzas contra los guaraníes en el Gran Chaco. Las administraciones virreinales de Perú y Río de la Plata prefirieron ignorar el problema guaraní, es recién con la llegada del periodo republicano de la entonces incipiente Bolivia independiente en donde los conflictos se empeoraron por la expansión de los mestizos y criollos en las selvas que los guaraníes habían quitado al Tahuantinsuyo.

## Desarrollo de la guerra
El conflicto se originó el 7 de enero de 1892 cuando guerreros chiriguanos, al mando de Aiawaiki Tumpa, emboscaron a tropas bolivianas (al mando del coronel Tomás Frías) haciendo uso de arcos y flechas. El 13 de ese mismo mes, se dio la primera batalla de Curuyuqui, en la que los chiriguanos lograron una pequeña victoria militar al hacer retroceder a un contingente de milicianos, aunque sin grandes pérdidas, pues tan sólo murieron 3 hombres y hubo 20 heridos. El 21 de enero los chiriguanos se vieron obligados a retroceder a sus propios territorios después de una estrepitosa derrota en el cuartel de Santa Rosa, que poco antes había recibido refuerzos de 1690 hombres bien dotados de armas de fuego y munición. El 28 de enero las tropas bolivianas, al mando de Frías, perpetuaron la llamada masacre de Curuyuqui (o segunda batalla de Curuyuqui) en la que murieron, según datos, aproximadamente 6200 chiriguanos.

## Consecuencias
- Aprensión de Apiaguaiki Tumpa el 21 de marzo de 1892 y posterior fusilamiento el 29 de ese mismo mes.
- Sometimiento y casi extinción de la cultura chiriguana.